# Фортескью, Хью, 5-й граф Фортескью
Хью Уильям Фортескью, 5-й граф Фортескью (англ. Hugh Fortescue, 5th Earl Fortescue; 14 июня 1888 — 14 июня 1958) — британский пэр, военный и консервативный политик. Носил титул учтивости — виконт Эбрингтон с 1905 по 1932 год.

## Происхождение и образование
Родился 14 июня 1888 года в Лондоне. Старший сын Хью Фортескью, 4-го графа Фортескью (1854—1932) от его жены Эмили Ормсби-Гор (1860—1929), дочери Уильяма Ормсби-Гора, 2-го барона Харлеха. Он получил образование в Итонском колледже и в Королевском военном колледже в Сандхерсте.

## Военная служба
В 1907 году Хью Фортескью поступил на службу в шотландский кавалерийский полк Royal Scots Greys. Во время Первой мировой войны он служил во Франции офицером полка Royal Scots Greys, а затем Королевского корпуса связи. Он был дважды ранен в бою и получил Военный крест в 1917 году. После войны он отправился в Индию, где служил инструктором в кавалерийской школе в Сангоре. Затем он служил адъютантом Генри Роулинсона, 1-го барона Роулинсона, главнокомандующего в Индии. Он вернулся в Англию в 1922 году и поступил на службу в Королевский Девонширский йоменский полк. Ему было присвоено звание подполковника в 1924 году, полковника в 1930 году, а в 1935 году он стал полковником-комендантом Почетной артиллерийской роты. С началом Второй мировой войны в 1939 году лорд Фортескью стал служить в Генеральном штабе.
Кавалер Ордена Британской Империи в 1942 году и Ордена Бани в 1946 году.

## Политическая карьера
В 1932 году после смерти своего отца Хью Фортескью унаследовал титул 5-го графа Фортескью и занял свое место в Палате лордов. Он служил при премьер-министрах Стэнли Болдуине, Невилле Чемберлене и Уинстоне Черчилле в качестве лорда в ожидании с 1936 по 1945 год, а при Черчилле — в качестве капитана Почетного корпуса джентльменов в 1945 году. Во время пребывания у власти лейбористов с 1945 по 1951 год он был главным оппозиционным кнутом в Палате лордов. Он снова был капитаном Почетного корпуса джентльменов при Уинстоне Черчилле с 1951 по 1955 год и при премьер-министре сэре Энтони Идене с 1955 по 1957 год. Стал членом Тайного совета Великобритании в 1952 году и был награжден Орденом Подвязки в 1951 году.

## Брак и потомство
8 февраля 1917 года в Лондоне Хью Фортескью женился на достопочтенной Маргарет Бомонт (13 ноября 1892 — 10 июня 1958), дочери Вентворта Бомонта, 1-го виконта Аллендейла, от его жены леди Александрины Вейн-Темпест, дочери Джорджа Вейн-Темпест, 5-го маркиза Лондондерри . От жены у него было четверо детей:
- Достопочтенная Диана Маргарет Фортескью (17 мая 1919 — 6 апреля 1920), умершая младенцем.
- (Хью)[4] Питер Фортескью, виконт Эбрингтон (9 декабря 1920 — 17 июля 1942), единственный сын и наследник, погиб в бою во время Второй мировой войны, сражаясь за старый полк своего отца Royal Scots Greys в Первой битве при Эль-Аламейне. Он умер неженатым.
- Леди Маргарет Фортескью (13 декабря 1923 — 25 мая 2013), в 1948 году которая вышла замуж за известного заводчика скаковых лошадей Бернарда ван Катсема[англ.] (1916—1975), от брака сккоторымм у неё было двое детей.
- Леди Элизабет Фортескью (1 октября 1926 — 17 января 2010), в 1946 году вышедшая замуж за майора Уильяма Ллойда Баксендейла (? — 1982), от брака с которым у неё было трое детей[5].

## Смерть и преемственность
В июне 1958 года 70-летний лорд Фортескью скончался в свой день рождения, через четыре дня после смерти своей жены, на похороны которой он был слишком болен, чтобы присутствовать. Поскольку его единственный сын и наследник, лорд Эбрингтон, был убит в бою в битве при Эль-Аламейне в 1942 году, он не оставил потомства мужского пола, и поэтому ему наследовал графство его младший брат Дензил Фортескью, 6-й граф Фортескью (1893—1977), который унаследовал поместье Эбрингтон в Глостершире, которое с тех пор является главной резиденцией графов Фортескью.